# Emthanjeni Local Municipality
Emthanjeni (auch: Enthanjeni; englisch Emthanjeni Local Municipality) ist eine Lokalgemeinde im Distrikt Pixley Ka Seme der südafrikanischen Provinz Nordkap. Der Sitz der Gemeindeverwaltung befindet sich in De Aar. Bürgermeister ist Sipho Thomas Sthonga.
Enthanjeni ist das isiXhosa-Wort für „Ader“, dasselbe bedeutet auch der Name De Aar auf Afrikaans. Die Wasserversorgung der Bevölkerung erfolgt aus dem Untergrund durch die Inanspruchnahme vorhandener Wasseradern.

## Städte und Orte
| - Barcelona - Britstown - De Aar - Hanover - Happy Valley - Kareenville - Leeuwenhof - Louisville | - Mziwabantu - New Bright - Nompumelelo - Nonzwakazi - Proteaville - Rantsig - Sunrise - Waterdale |

## Bevölkerung
Im Jahr 2011 hatte die Gemeinde 42.356 Einwohner. Davon waren 57,7 % Coloured, 33,3 % schwarz und 8 % weiß. Gesprochen wurde zu 68,9 % Afrikaans, zu 23,4 % isiXhosa und zu 2,3 % Englisch.